# Refugi Bages
El refugi Bages és un refugi de muntanya a 1.768 m d'altitud del municipi de la Coma i la Pedra (Solsonès) i situat a Prat Donadó, ben a la vora de les pistes d'esquí del Port del Comte.